# Челио (район)

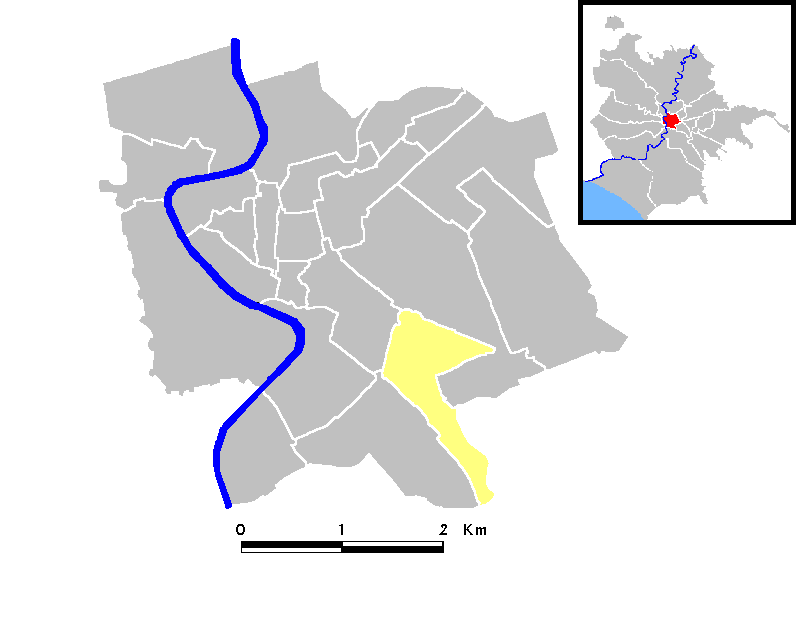
Челио

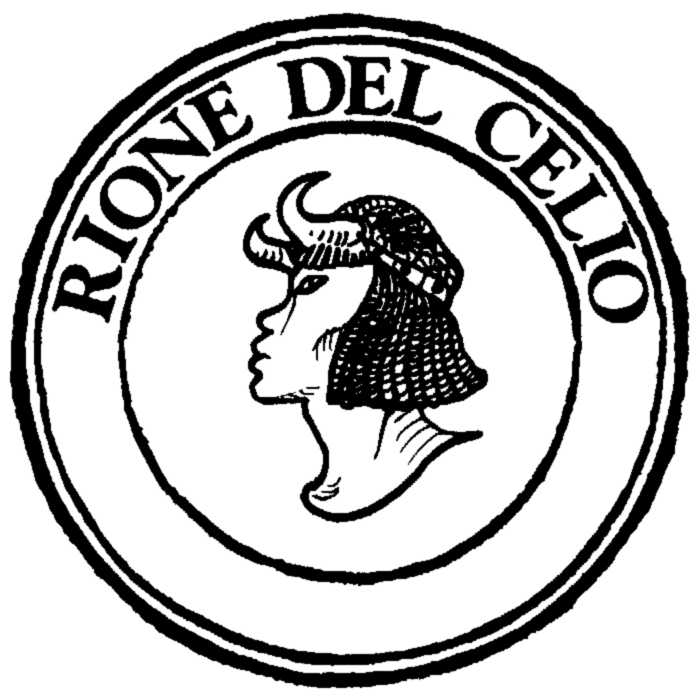
Герб Челио

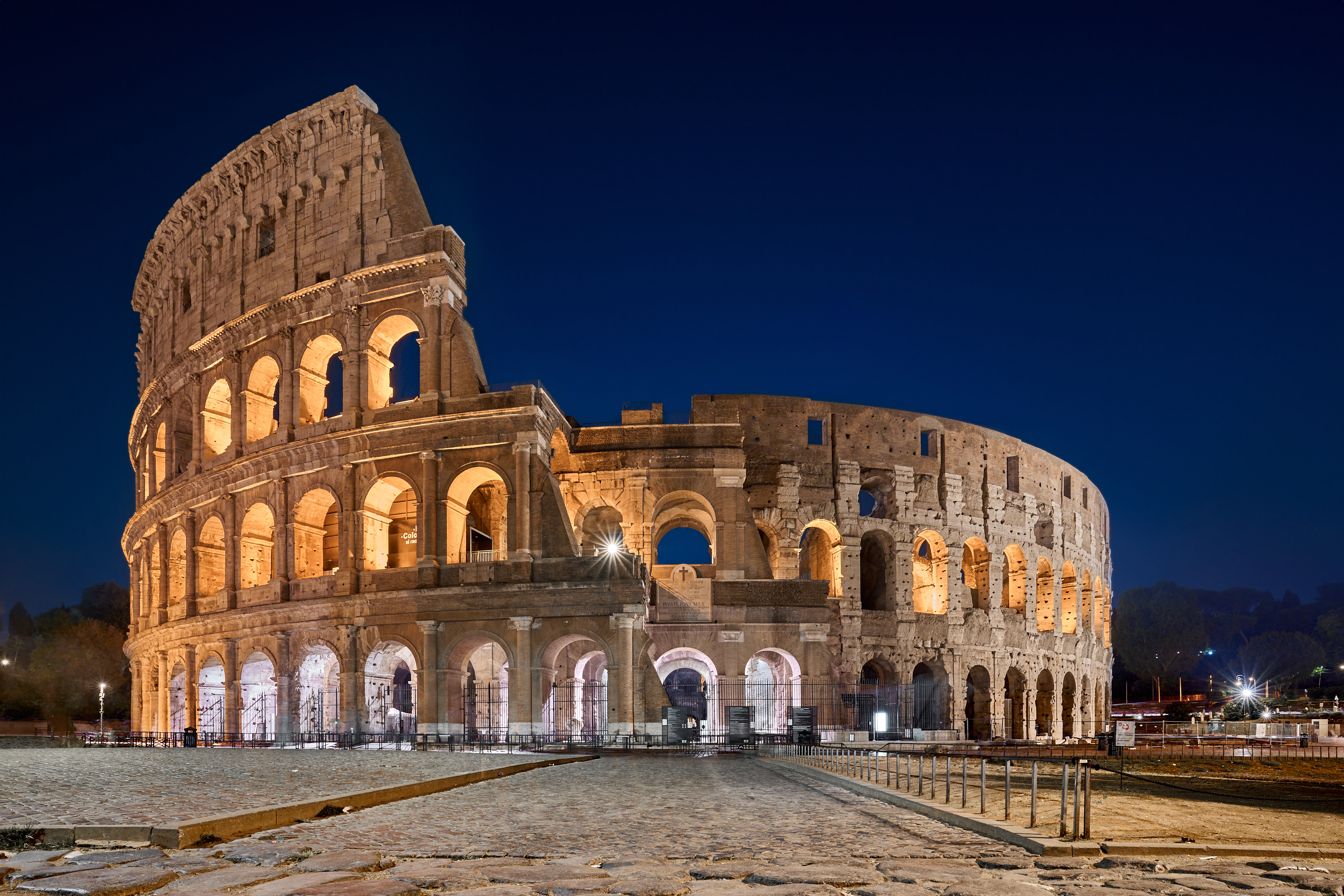
Колизей

Челио (итал. Celio) — XIX район (Rione) Рима.

## Герб
На гербе района изображён бюст с экзотичным украшением на голове в виде стилизованных слоновьих бивней. Этот бюст был найден во время раскопок на улице Виа Капо д’Африка в районе Челио. Само название улицы указывают на захороненного в Челио Сципиона Африканского.

## Положение
Район расположен на одноимённом холме Целие. Длинный и узкий Челио ограничен улицами Vialle delle Terme di Carcalla и Via S.Giovanni in Laterano.

## История
Район образовался в 1921 году в результате отделения от другого района Кампителли. 

## Достопримечательности
- Колизей
- Триумфальная арка Константина
- Арка Долабеллы
- Лудус Магнус
- Вилла Челимонтана
- Clivus Scauri
- Церкви
  - Сан-Джованни-а-Порта-Латина
  - Сан-Джованни-ин-Олео
  - Санта-Мария-ин-Домника
  - Санто-Стефано-Ротондо
  - Санти-Джованни-э-Паоло
  - Санти-Куаттро-Коронати